# 참판
참판(參判)은 조선의 종2품 당상관직으로 각 조의 수장인 판서를 보좌하는 역할을 하였다. 고려와 명나라의 시랑과 같은 역할이었다. 또한 각 조의 예하기관을 감독하는 제조(提調)의 업무도 겸했다. 오늘날의 차관이다. 자헌대부로 승진하려면 각조의 참판직을 한 개라도 역임해야 했다.

## 같이 보기
- 시랑
- 판서
- 참의